# 5. ceremonia wręczenia nagród David di Donatello
5. ceremonia wręczenia włoskich nagród filmowych David di Donatello odbyła się 31 lipca 1960 roku w Teatro antico di Taormina.

## Laureaci i nominowani
Laureaci nagród wyróżnieni są wytłuszczeniem.

### Najlepszy reżyser
- Federico Fellini – Słodkie życie (tytuł oryg. La dolce vita)

### Najlepszy producent
- Dino De Laurentiis Cinematografica – Wielka wojna (tytuł oryg. La grande guerra)
- Zebra Film – Generał della Rovere (tytuł oryg. Il generale Della Rovere)

### Najlepszy aktor
- Vittorio Gassman – Wielka wojna (tytuł oryg. La grande guerra)
- Alberto Sordi – Wielka wojna (tytuł oryg. La grande guerra)

### Najlepszy aktorka zagraniczna
- Audrey Hepburn – Historia zakonnicy (tytuł oryg. The Nun’s Story)

### Najlepszy aktor zagraniczny
- Cary Grant – Północ, północny zachód (tytuł oryg. North by North West)

#### Nagroda Targa d’oro
- Studio filmowe 20th Century Fox – za film Pamiętnik Anny Frank
- Giuseppe Amato – za całokształt kariery
- Grigorij Czuchraj – reżyseria filmu Ballada o żołnierzu
- Angelo Rizzoli – za produkcję
- Elizabeth Taylor – za rolę w filmie Nagle, zeszłego lata
- Studio filmowe Titanus